# Steen Flemming
Steen Edvard Olaus Flemming, född 15 april 1897 i Köpenhamn, död 13 maj 1977 i Stensele, var en dansk-svensk målare, grafiker och arkitekt. 
Han var son till specerihandlaren August Steen Flemming och Hanna Ohlsson och från 1927 gift med Carin Frida Mathilda Carlstedt. Flemming studerade vid Teknisk skole i Köpenhamn 1914–1918 och för bland annat Harald Hansen, Rostrup-Boyesen och Aksel Jørgensen vid den danska konstakademien 1918–1922, samtidigt tecknade han på kvällarna vid Astrid Holms Croquisskole 1918–1927 samt en kortare tid vid Goldschmidts målarskola 1919 och under vistelser i Paris 1931 och 1938. Han bosatte sig 1927 i Stensele. Separat ställde han ut ett flertal gånger i Umeå och i Köpenhamn samt på Konstnärshuset i Stockholm och han medverkade i samlingsutställningar på Västerbottens museum samt med Sveriges allmänna konstförening och Västerbottens läns konstförening. Hans konst består av figurmotiv, samt skogs och fjällmotiv från Västerbottens lappmark samt några enstaka abstrakta kompositioner i olja som grafiker arbetade han med etsning, litografi och träsnitt. Som konservator har han medverkat i restaureringen av Sorsele kyrka, Voijtjajaure kapell och Korpilombolo kyrka och i Umnäs kyrka i Stensele socken utförde han dekorationsmålningar. Han var en av initiativtagarna till bildandet av Västerbottens läns konstförening 1936. En retrospektiv utställning med hans konst visades på Textilmuseet i Borås, och i samlingsutställningen Tusen nålstick på Norrköpings konstmuseum 2005. Flemming är representerad vid Statens Museum for Kunst i Köpenhamn, Moderna museet i Stockholm, Västerbottens museum i Umeå, Jönköpings museum samt Prins Eugens Waldemarsudde i Stockholm. 
1975 visade Västerbottens museum en retrospektiv utställning med ett 100-tal av hans verk.